# Wormeldange
Wormeldange är en kommun och en liten stad i östra Luxemburg.   Den ligger i kantonen Grevenmacher och distriktet Grevenmacher, i den sydöstra delen av landet, 20 kilometer öster om huvudstaden Luxemburg. Antalet invånare är 2 523. Arean är 17,3 kvadratkilometer.
Terrängen i Wormeldange är huvudsakligen platt, men åt nordost är den kuperad.

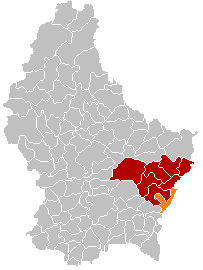
Wormeldange markerad med orange i karta över Luxemburg

Trakten runt Wormeldange består till största delen av jordbruksmark. Runt Wormeldange är det ganska tätbefolkat, med 134 invånare per kvadratkilometer.